# Watch Out
"Watch Out" é uma canção gravada pelo grupo pop sueco ABBA lançada no álbum Waterloo em 1974. "Watch Out" foi escrita originalmente por Benny Andersson, Björn Ulvaeus e Stig Anderson.
A música é sobre um homem que diz para uma garota ter cuidado, porque ele vai continuar insistindo em ser seu parceiro. Esta canção já havia sido o lado B de "Waterloo", quando foi lançada como single.
Outros lados B do single foram "So Long", na Nova Zelândia e "Honey, Honey", em Portugal.